# ICE 1 Racing
ICE 1 Racing (Ice One racing WRC team) — команда чемпионата мира по ралли, финансируемая собственными спонсорами финского гонщика Кими Райкконена. Штурманом являлся Кай Линдстрём.

## История
В 2011 году Citroen Racing приняли решение о целенаправленном изменении структуры команды и в ходящих в неё пилотов в WRC: под реструктуризацию попала команда Citroen Junior Team. Невзирая на её достижения, Себастьян Ожье отправился в основной состав, а экс-пилот Формулы-1 Кими Райкконен практически отправился в бессрочный отпуск.
Позже оказалось, что место Citroen Junior Team займет ICE 1 Racing, в которую попали как и сам Кими, так и менеджер распавшейся команды Бенуа Ножье.
ICE 1 Racing нашли финансирование на родине Кими.
Райкконен будет управлять единственным автомобилем команды — Citroen DS3 WRC, на всех этапах чемпионата мира 2011 года, кроме ралли Мексики, Италии (Сардиния) и Австралии.
ICE 1 — название команды которой созвучно прозвищу Райкконена — Iceman, будет обитать на базе Citroen Racing в Версале на окраине Парижа. Она будет иметь право на очки в чемпионате команд-производителей.

### Статистика выступлений
| Год  | Автомобиль      | № | Пилот          | 1     | 2   | 3     | 4     | 5   | 6   | 7     | 8     | 9     | 10  | 11  | 12  | 13  | КП | Очки |
| ---- | --------------- | - | -------------- | ----- | --- | ----- | ----- | --- | --- | ----- | ----- | ----- | --- | --- | --- | --- | -- | ---- |
| 2011 | Citroën DS3 WRC | 8 | Кими Райкконен | ШВЕ 8 | MEК | ПОР 7 | ИОР 6 | ИТА | АРГ | ГРЕ 7 | ФИН 9 | ГЕР 6 | АВС | ФРА | ИСП | ВЕЛ | 8  | 48   |